# Imagining Argentina
Imagining Argentina is een film uit 2003, geschreven en geregisseerd door Christopher Hampton. In 2003 werd de film genomineerd voor een Gouden Leeuw op het Filmfestival van Venetië. De film is gebaseerd op het gelijknamige boek van Lawrence Thornton.

## Verhaal
Buenos Aires aan het eind van de jaren zeventig: de militaire dictatuur is verantwoordelijk voor de verdwijning van duizenden burgers. De helderziende Carlos kan mensen vertellen wat er met hun vermiste familieleden en geliefden is gebeurd. Maar wanneer zijn eigen vrouw, die als journaliste de verdwijningen onderzoekt, op een dag niet thuiskomt, komt hij tot de verschrikkelijke ontdekking dat zijn gave bij hemzelf niet werkt.
De film bevat beelden van lijden zoals de verkrachting en marteling van Cecilia en haar dochter Teresa.

## Rolverdeling
- Carlos Rueda - Antonio Banderas
- Cecilia Rueda - Emma Thompson
- Teresa Rueda - Leticia Dolera
- Esme Palomares - María Canals
- Silvio Ayala - Rubén Blades

In volgorde van verschijnen:
- Eurydice - Irene Escolar
- Orfeo / Enrico - Fernando Tielve
- Pedro Agustin - Héctor Bordoni
- politieman 1 - Anthony Díaz Pérez
- politieman 2 - Luis Antonio Ramos
- Rubén Mendoza - Carlos Kaniowski
- Concepta Madrid - Stella Maris
- Octavio Marquez' grootmoeder - Concha Hidalgo
- Hannah Masson - Ana Garcia
- Victor Madrid - Horacio Obón
- Julia Obregons moeder - Amparo Valle
- Julia Obregon - Cielo Verano
- plein moeder 1 - Maria Nyddia Ursi
- plein moeder 2 - Elvira Villariño
- plein moeder 3 - Araceli Dvoskin
- plein moeder 4 - Susana Salerno
- plein moeder 5 - Anahí Martela
- Gustavo Santos - Kuno Becker
- kerk moeder 1 - Pochi Ducasse
- kerk moeder 2 - Alicia Palmes
- kerk moeder 3 - Liz Balut
- non 1 - Teresa Mejias
- non 2 - Carola Noriega
- Lieutenant - Dan Trugman
- generaal Guzmán - Anton Lesser
- tango danser 1 - Vanesa Vélez
- tango danser 2 - Andrés González
- Amos Sternberg - John Wood
- Sara Sternberg - Claire Bloom
- Sasha - Marzenka Novak
- Duarte - Ernesto Hernández
- Pereira - Eusebio Lázaro
- gedetineerde - Vera Czemerinski
- Marta - Sara Fernandez
- verpleegster - María Borrego
- gevangenis bewaker 1 - Leo Azamor
- gevangenis bewaker 2 - Rubén Laperuta
- Guzmáns dochter - Mariana Seligman
- prins Prospero - Alejandro Rivas
- kindertheater speler 1 - Miguel Antón
- kindertheater speler 2 - Celia Arias
- kindertheater speler 3 - Ana Armas
- kindertheater speler 4 - Ana Paula Cidón
- kindertheater speler 5 - Paris Galindo
- kindertheater speler 6 - Marcos Garcìa Tizón
- kindertheater speler 7 - Javier García Villaraco
- kindertheater speler 8 - Yaiza Garzón
- kindertheater speler 9 - Tania Tamara González
- kindertheater speler 10 - Eva Gutiérrez
- kindertheater speler 11 - Yamila Teresa Haro
- kindertheater speler 12 - Verónica Andrea Jiménez
- kindertheater speler 13 - Adaia López
- kindertheater speler 14 - Jesús Nebreda
- kindertheater speler 15 - Beatriz Rastrollo
- kindertheater speler 16 - Ana Senso
- kindertheater speler 17 - David Velduque
- Avrom Sternberg - Toti Glusman
- señora Madrigal - Debora Kors
- meisje 1 - Debora Cuenca
- meisje 2 - Camila Walker
- meisje 3 - Martina Sasso
- meisje 4 - Camila Sasso
- meisje 5 - Sofía Briano
- meisje 6 - Noelia Escobonson
- meisje 7 - Denise Aristimuño
- meisje 8 - Florencia Quiroles
- meisje 9 - Eliana González
- ondervragend officier - Gonzalo San Martín
- Diego Souza - Alejandro Ares
- Ernesto Souza - Abian Vainstein
- stalhouder - Héctor Malamudµ